# فلیکس (کالیفرنیا)
فلیکس (به انگلیسی: Felix) یک منطقهٔ مسکونی در ایالات متحده آمریکا است که در شهرستان کالاوراس، کالیفرنیا واقع شده‌است. فلیکس ۳۴۰ متر بالاتر از سطح دریا واقع شده‌است.